# WILL (中島美嘉單曲)
《WILL》，日本女歌手中島美嘉的第5張單曲。2002年8月7日發行。

## 概述
- 與前作「Helpless Rain」相隔約3個月的新作。
- 出道專輯「TRUE 唯美生存」的先行單曲，專輯內收錄的是album version。
- 標題曲自「STARS」後再次成為連續劇主題歌。而本作的作詞者、作曲者、編曲者都跟「STARS」的一樣。作曲者川口大輔後來亦翻唱了此曲。
- 中島本人於第53回NHK紅白歌合戰初登場中演唱了此曲。

## 收錄曲
1. WILL
  - 作詞：秋元康／作曲：川口大輔／編曲：富田惠一
  - 富士電視台連續劇「天體觀測」主題歌。
2. Just trust in our love
  - 作詞：H／作曲：shinya／編曲：OCTOPUSSY
3. WILL（Instrumental）
4. Just trust in our love（Instrumental）

## 翻唱
- 大人小孩雙拍檔 - 「Winter/Reflections」（2005年11月30日）
- 川口大輔 - 「BEFORE THE DAWN」（2003年1月29日）